# مكرارة (لودر)

تعديل مصدري - تعديل

مكرارة هي إحدى قرى عزلة زارة بمديرية لودر التابعة لمحافظة أبين، بلغ تعداد سكانها 483 نسمة حسب تعداد اليمن لعام 2004.